# Johan Fredrik Bahr
Johan Fredrik Bahr, född 10 augusti 1805 i Visby församling, Gotlands län, död 8 maj 1875 i Uppsala domkyrkoförsamling, Uppsala län, var en svensk kemist av en ursprungligen tysk släkt.
Bahr blev student vid Uppsala universitet 1823 och filosofie magister 1833. Han var flera år anställd vid Högre artilleriläroverket på Marieberg och utnämndes till adjunkt i kemi vid Uppsala universitet 1862. Efter att i yngre år ha ägnat sig åt vitterheten (Dikter I, 1831), började senare att ägna sig åt kemiska studier. Av stor vikt är en av honom och den tyske kemisten Robert Wilhelm Bunsen gemensamt utgiven avhandling om erbium och yttrium, Über die Erbinerde und Yttererde (i "Annalen der Chemie und Pharmacie" 1865), samt hans upptäckt av erbiumföreningarnas absorptionslinje. Han invaldes 1862 som ledamot av Vetenskapsakademien i Stockholm.